# Dennis Hefter
Dennis Hefter (* 4. März 1993 in Worms; † 23. Februar 2015 in Leuna) war ein deutscher Volleyballspieler.

## Karriere
Hefter spielte in einer Schul-AG erstmals Volleyball, nachdem er sich vorher mehr für Fußball interessiert hatte. Er begann seine Karriere bei TuS Worms-Hochheim. Von dort ging er zum Landesligisten SV Steinwenden. Nach der zehnten Klasse wurde er 2009 von Scouts entdeckt und setzte seine sportliche Ausbildung im Volleyball-Internat Frankfurt fort. Dort wurde er vom Angreifer zum Libero umgeschult. 2011 nahm Hefter mit den deutschen Junioren an der U19-Europameisterschaft in Ankara teil, bei der die DVV-Auswahl sieglos blieb. In der Saison 2012/13 spielte er mit dem VC Olympia Berlin in der Bundesliga. Anschließend wurde er vom Bundesligisten Chemie Volley Mitteldeutschland verpflichtet, bei dem Nachwuchstrainer Ulf Quell gerade neuer Cheftrainer geworden war.

## Privates
Hefters Eltern spielten in unteren Ligen Volleyball. Sein Vater Michael ist Trainer des Zweitligisten TGM Mainz-Gonsenheim. Hefter war bis zu seinem Tod mit der Siebenkämpferin Carolin Schäfer liiert.
Am späten Abend des 23. Februar 2015 wurde Dennis Hefter am Haltepunkt Leuna-Werke Nord beim Überqueren der Gleise von einem Zug erfasst und tödlich verletzt. Offenbar trug er dabei Kopfhörer und benutzte die Unterführung nicht.